# Dalyat mirabilis
Dalyat mirabilis es una especie de coleóptero adéfago cavernícola perteneciente a la familia Carabidae, la única de su género (Dalyat) y de su tribu (Dalyatini). Es endémica del sudeste de la España peninsular.